# Gerard van Hamel
Gerard Anton van Hamel (Amsterdam, 27 oktober 1911 – Natzweiler-Struthof, 19 juli 1944) was een Nederlands verzetsstrijder in de Tweede Wereldoorlog.
Van Hamel was een zoon van de jurist en strafrechtdeskundige Joost Adriaan van Hamel en Maria Leocadie de Vries Feijens. Hij had een zuster Maria Laetitia (1909-1964) en een jongere broer Lodewijk (1914-1941). Van Hamel studeerde aan de Amsterdamse universiteit, waar hij in 1938 promoveerde op het gebied van  internationale rechtspraak.
Na de dood van zijn broer in juni 1941 heeft hij diens werk in het verzet voortgezet. Hij heeft veel bijgedragen aan de financiering van de diverse opgezette verzetsactiviteiten. Op 10 augustus 1942 werd hij gearresteerd in het huis van zijn ouders te Baarn. Toen werd ook een groot deel van het door zijn broer opgezette en door hem uitgebouwde netwerk van spionnen opgerold.
In de lente van 1943 werd Gerard samen met zo'n dertig medeverzetsstrijders berecht maar Gerard werd niet veroordeeld omdat een vriend van hem goede connecties had met de Duitse militaire bevelhebber in Nederland, generaal Christiansen. Hij werd een Nacht und Nebel-gevangene. Zijn familie wist niet waar hij was en wat er met hem gebeuren zou. Van Hamel werd opgesloten in het concentratiekamp Natzweiler-Struthof in de Elzas en overleed daar op 32-jarige leeftijd aan uitputting en tuberculose.
Postuum is later het Verzetsherdenkingskruis aan hem toegekend.
Ter nagedachtenis aan de twee broers is monument De Marinier opgericht. Het staat aan de Gerrit van der Veenlaan in Baarn.

## Publicatie
- Gerard Anton van Hamel:  De internationale arbitrages van Nederland van 1813 tot heden = Les arbitrages internationaux néerlandais de 1813 à nos jours. s-Gravenhage, Martinus Nijhoff, 1938.  (Proefschrift Gemeentelijke Universiteit van Amsterdam)